# Elección presidencial de Chile de 2025
La elección presidencial de Chile para el período 2026-2030 se realizará el domingo 16 de noviembre de 2025, en conjunto con las elecciones parlamentarias. En caso de ocurrir una segunda vuelta electoral, esta tendrá lugar un mes después, correspondiente al 14 de diciembre.

## Legislación
Según la Constitución chilena, pueden ejercer el derecho a sufragio los ciudadanos, es decir, quienes han cumplido 18 años de edad y no han sido condenados a una pena aflictiva (superior a 3 años y un día de presidio). Dicha norma indica que «en las votaciones populares el sufragio será personal, igualitario y secreto». El sufragio será obligatorio para los electores en todas las elecciones y plebiscitos, salvo en las elecciones primarias. Una ley orgánica constitucional fijará las multas o sanciones que se aplicarán por el incumplimiento de este deber, los electores que estarán exentos de ellas y el procedimiento para su determinación.
El derecho a votar queda suspendido por interdicción en caso de demencia, por hallarse acusado por delito que merezca pena aflictiva o por delito por terrorismo y por sanción del Tribunal Constitucional en conformidad al artículo 19 número 15 inciso 7.º de la Constitución Política de la República.

## Definición de candidaturas
Los pactos y partidos políticos podían realizar una elección primaria presidencial legal, la que se llevó a cabo el 29 de junio. Los candidatos independientes recolectaron patrocinios para sus candidaturas, tuvieron como plazo final de registro el miércoles 30 de abril de 2025. Para presentar una candidatura, los partidos políticos deben contar con al menos 35 361 inscritos, equivalentes al 0,5 % del total de votos emitidos en la última elección de diputados, o estar constituidos en las dieciséis regiones del país. Por su parte, las candidaturas independientes deben reunir los 35 361 patrocinios necesarios para oficializar su postulación, teniendo como fecha límite para presentar su declaración de candidatura el lunes 18 de agosto.

### Primarias legales
Los partidos y coaliciones afines al gobierno de Gabriel Boric presentaron cuatro candidaturas que se enfrentaron en la primaria presidencial del pacto «Unidad por Chile» realizada el domingo 29 de junio de 2025.
En las primarias realizadas ese día, Jeannette Jara se convirtió en la candidata única de «Unidad por Chile», al obtener el 60,3 % de los votos, superando con holgura a las candidaturas de Carolina Tohá (Socialismo Democrático), Gonzalo Winter (Frente Amplio) y Jaime Mulet (Federación Regionalista Verde Social).
| Retrato | Retrato | Candidata           | Cargos u oficios                                                                                           | Apoyo político | Descripción |
| ------- | ------- | ------------------- | --- | --- | --- |
|         |         | Jeannette Jara PCCh | Ministra del Trabajo y Previsión Social (2022-2025) Subsecretaría de Previsión Social de Chile (2016-2018) | Unidad por Chile - Partido Comunista - Socialismo Democrático - Partido por la Democracia - Partido Socialista - Partido Radical - Partido Liberal - Frente Amplio - Acción Humanista - Federación Regionalista Verde Social - Partido Demócrata Cristiano Partido Popular Partido Igualdad | Tras la aprobación de la reforma previsional de 2025, la ministra del Trabajo, Jeannette Jara, comenzó a sonar como posible candidata. El 5 de abril de 2025, Jara fue proclamada como precandidata presidencial por el Partido Comunista y el 14 de abril recibió el respaldo de Acción Humanista, y, posteriormente, el apoyo del movimiento Izquierda Cristiana. El 29 de junio resultó elegida en las primarias con un amplio margen (60,3%) como única candidata del pacto «Unidad por Chile» para la elección presidencial de noviembre; y el día 26 de julio, el Partido Demócrata Cristiano tras su Junta Nacional decidió por más del 60% de los votos de sus miembros apoyar la candidatura de Jeannette Jara. Del mismo modo, el 2 de agosto el Partido Popular ratificaría su apoyo a Jara y su posición de concurrir en una misma lista con los partidos que apoyan la candidatura. El 4 de agosto, se sumó el Partido Igualdad |

Unidad por Chile fue la única coalición que participó en primarias legales. Si bien en algún minuto se planteó la posibilidad de una primaria amplia de los diferentes movimientos de derecha, e incluso una más acotada dentro de Chile Vamos, ésta no se realizó.

### Candidatos por partidos políticos
| Retrato | Retrato | Precandidato           | Cargos u oficios | Apoyo político | Descripción |
| ------- | ------- | ---------------------- | --- | --- | --- |
|         |         | Evelyn Matthei UDI     | Alcaldesa de Providencia (2016-2024) Ministra del Trabajo y Previsión Social (2011-2013) Senadora de la República (1998-2011) Diputada de la República (1990-1998) | Chile Vamos - Unión Demócrata Independiente - Renovación Nacional - Evolución Política Amarillos por Chile Demócratas | La gestión de Matthei como alcaldesa de Providencia la posicionó como la candidata mejor valorada en las encuestas desde 2023, a lo que se sumó una revalorización de Sebastián Piñera tras dejar el cargo en 2022. Sin embargo, el fallecimiento del exmandatario en febrero de 2024 facilitó el camino de Matthei en el sector. En enero de 2025, fue proclamada como candidata por la Unión Demócrata Independiente y Renovación Nacional, y el 22 de marzo de ese año, Evópoli también la proclamó como su candidata presidencial, convirtiéndola en la candidata única de la coalición de Chile Vamos. El 5 de junio recibió el apoyo de Amarillos por Chile, que no pertenece a Chile Vamos. Y el 16 de agosto, el Partido Demócratas también oficializó su respaldo, retirando la precandidatura de Ximena Rincón y sumándose al pacto que respalda a Matthei. |
|         |         | José Antonio Kast PRCH | Diputado de la República (2002-2018) Concejal de Buin (1996-2000)                                                                                                  | Cambio por Chile - Partido Republicano - Partido Social Cristiano                                                     | Tras su derrota en la segunda vuelta presidencial de 2021, José Antonio Kast comenzó a consolidarse como la principal figura opositora, alcanzando su mayor apoyo cerca de las elecciones de consejeros constitucionales de 2023. Sin embargo, una serie de errores en la campaña del plebiscito constitucional de 2023 han debilitado su figura. El 23 de enero de 2025, su partido lo proclamó nuevamente como candidato presidencial, siendo esta su tercera postulación consecutiva. Tras la primaria de Unidad por Chile, Francesca Muñoz bajó su candidatura presidencial para dar el apoyo del Partido Social Cristiano a la candidatura de Kast. |
|         |         | Johannes Kaiser PNL    | Diputado de la República (2022-presente) | Cambio por Chile - Partido Nacional Libertario                                                                        | En febrero de 2025, el nuevo partido de extrema derecha liderado por el diputado Johannes Kaiser presentó su candidatura presidencial, mostrándose dispuesto a participar en una primaria con José Antonio Kast o el candidato del Partido Social Cristiano (PSC). No obstante, en ese mismo mes, descartó la posibilidad de una primaria con Chile Vamos. En abril, el Partido Nacional Libertario, el Partido Republicano y el PSC anunciaron un acuerdo preliminar para formar una lista única parlamentaria. |
|         |         | Franco Parisi PDG      | Economista e ingeniero comercial | Partido de la Gente                                                                                                   | Dentro del Partido de la Gente, el diputado Gaspar Rivas se autocandidateó en abril de 2024 antes de su expulsión como militante,mientras que el excandidato presidencial del mismo partido, Franco Parisi, expresó en diciembre de ese año su intención de presentarse nuevamente a la presidencia. En marzo de 2025, se confirmó una primaria interna al interior del PDG, en la cual competirían Franco Parisi y Cristián Contreras Radovic. Las primarias internas de este partido se realizaron el domingo 13 de abril de 2025 y Parisi obtuvo la primera mayoría. |

### Candidaturas independientes
Las candidaturas independientes o de partidos políticos no inscritos tuvieron que recolectar más de 35 mil patrocinios para confirmar su postulación. Al 29 de marzo, existían 221 candidatos independientes juntando las firmas necesarias para ser candidato presidencial. Algunas de las precandidaturas no alineadas o independientes son las siguientes:
| Retrato | Retrato | Precandidato           | Cargos o oficios | Partido       | Descripción |
| ------- | ------- | ---------------------- | --- | ------------- | --- |
|         |         | Eduardo Artés          | Secretario general del Partido Comunista Chileno (Acción Proletaria) (1979-presente)                                                                                       | Independiente | Por la extrema izquierda, en enero de 2025, el profesor Eduardo Artés confirmó que se presentará como candidato por tercera vez consecutiva. |
|         |         | Marco Enríquez-Ominami | Diputado de la República (2006-2010) | Independiente | Tras ser excluido de la primaria del oficialismo, el fundador del disuelto Partido Progresista ha anunciado que reunirá las firmas para alcanzar su quinta candidatura presidencial ahora como independiente. |
|         |         | Harold Mayne-Nicholls  | Director Ejecutivo de los Juegos Panamericanos Santiago 2023 (2023) Presidente de la Asociación Nacional de Fútbol Profesional y Federación de Fútbol de Chile (2007-2011) | Independiente | Por el centro, el 23 de marzo de 2025, el expresidente de la Asociación Nacional de Fútbol Profesional Harold Mayne-Nicholls anunció que buscará ser candidato presidencial independiente, comenzando el proceso de recolectar las 35 mil firmas. En febrero de 2025, La Tercera informó que Harold Mayne-Nicholls estaría evaluando una candidatura presidencial. El Partido Radical sostuvo conversaciones informales con él, aunque Mayne-Nicholls señaló que preferiría mantenerse como independiente. |